# Theuns Kotzé
Pour les articles homonymes, voir Theuns.

a Compétitions nationales et continentales officielles uniquement.

b Matchs officiels uniquement.
Dernière mise à jour le 27 octobre 2022.
Theuns Andries Willem Kotzé, né le 16 juillet 1987 à Karasburg, est un joueur namibien de rugby à XV qui évolue au poste de demi d'ouverture. Il est international namibien depuis 2011.

## Biographie
Theuns Kotzé fait partie de la liste des trente joueurs namibiens retenus le 18 août 2011 par Johan Diergaardt pour disputer la Coupe du monde de rugby à XV 2011. Il dispute les quatre matchs de poule et marque 24 points. Avec Dan Parks, il finit meilleur marqueur de drop de la compétition avec 3 réalisations. 

## Statistiques en équipe nationale
- 40 sélections
- 430 points (6 essais, 110 transformations, 55 pénalités, 5 drops)
- sélections par année : 5 en 2011, 4 en 2012, 4 en 2013, 6 en 2014, 10 en 2015, 5 en 2016, 6 en 2017
- En Coupe du monde
  - 2011 : 4 sélections (Fidji, Samoa, Afrique du Sud, Galles), 24 points (1 essai, 2 transformations, 2 pénalités, 3 drops)
  - 2015 : 4 sélections (Nouvelle-Zélande, Tonga, Géorgie, Argentine), 35 points (1 essai, 6 transformations, 6 pénalités)